# ویلیام جانسون (شناگر)
ویلیام جانسون (به انگلیسی: William Johnson) (زادهٔ ۱۹ مارس ۱۹۴۷) شناگر اهل ایالات متحده آمریکا است.